# どこに行くの?
『どこに行くの?』（どこにいくの）は、2007年制作、2008年公開の日本映画。松井良彦監督。
第30回モスクワ国際映画祭パースペクティブ・コンペティション部門ノミネート作品。

## キャスト
- 立花アキラ - 柏原収史
- 山本香里 - あんず (ニューハーフ)
- 木下光男 - 朱源実
- 木下恵子 - 村松恭子
- 三木幸一 - 三浦誠己
- 高山まり - 長澤奈央
- 福田進 - 佐野和宏

## スタッフ
- 監督・脚本 - 松井良彦
- 製作総指揮 - 小林洋一
- プロデューサー - 大野敦子
- 撮影 - 田辺司
- 照明 - 工藤和雄
- 録音 - 浦田和治
- 音響効果 - 岡瀬晶彦
- 美術 - 畠山和久
- 編集 - 宇賀神雅裕
- 音楽 - 上田現
- 助監督 - 粂田剛
- エンディングテーマ曲「水の記憶」（作曲・編曲・演奏：上田現）
- 製作 - エースデュースエンタテインメント、ワコー、バイオタイド、ツイン